# Colin Duffy
Colin Duffy (Broomfield, 10 de diciembre de 2003) es un deportista estadounidense que compite en escalada.
Ganó una medalla de plata en el Campeonato Mundial de Escalada de 2023, en la prueba combinada. Participó en los Juegos Olímpicos de Tokio 2020, ocupando el séptimo lugar en la misma prueba.

## Palmarés internacional
| Campeonato Mundial | Campeonato Mundial | Campeonato Mundial | Campeonato Mundial |
| Año                | Lugar              | Medalla            | Prueba             |
| ------------------ | ------------------ | ------------------ | ------------------ |
| 2023               | Berna (Suiza)      | Medalla de plata   | Combinada          |